# Trecenta
Trecenta (Tresenta in veneto, Tarsenta in dialetto ferrarese) è un comune italiano di 2 597 abitanti della provincia di Rovigo in Veneto, situato ad ovest del capoluogo.

## Storia

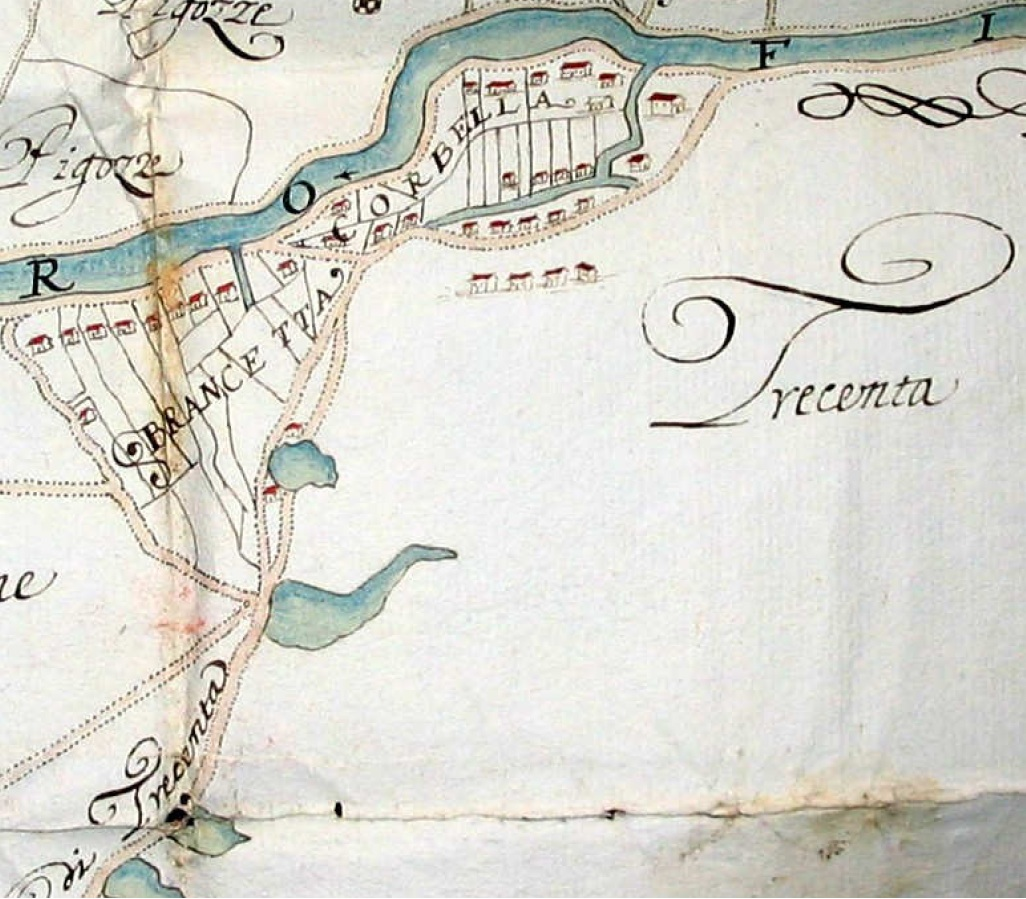
Mappa di Trecenta del 1683

Trecenta risale ai tempi dei Romani, che nel 163 a.C. la strapparono agli Etruschi per stabilirvi, con nome di Annejanum, un accampamento militare a 130 (Centum Triginta) miglia romane da Rimini. Per la sua posizione strategica, Trecenta fu saccheggiata dalle principali tribù barbare fra il 263 e il 774, quando passò sotto il Papato.
Nel 1017 Richelda, moglie di Bonifacio IV di Toscana, donò il paese all'abbazia di Nonantola. Fu poi feudo del vescovo di Ferrara, dal quale passò agli Estensi.
Dal 1208 al 1799 fu dominata dagli Este e poi dalla Chiesa; sotto la loro amministrazione furono bonificate le paludi che circondavano il paese (qualcuno fa risalire l'origine del nome a "Terra esenta" dall'acqua). Le invasioni ripresero nel 1701, fino al 1796 con l'arrivo di Napoleone. Dopo il congresso di Vienna del 1815 nel paese sorse una sottovendita della Carboneria, con ritrovo presso Villa Trebbi. Nel 1866, dopo la terza guerra d'indipendenza italiana Trecenta entrò a far parte del Regno d'Italia. Nel 1878 fu chiamato dall'amministrazione comunale il medico recanatese Nicola Badaloni che tanto si adoperò per il riscatto dei braccianti, soprattutto dopo l'alluvione dell'Adige del 1882.
Nicola Badaloni, con la collaborazione di Gino Piva, fu padre del socialismo rodigino. L'entusiasmo politico e sindacale di Piva fu così contagioso che il primo sciopero del 1894 rimase memorabile tra i braccianti del Polesine, tanto da essere ricordato in un canto popolare del tempo:
Evviva Gino Piva / che col suo bel parlare / tutta la provincia / ha fatto ribellare.
Nel 1928 il comune ha incluso nel suo territorio parte del comune soppresso di Crocetta.
Dopo l'alluvione del 1882 seguì un flusso migratorio verso il Sudamerica. La storia si ripeté nel 1951 quando, dopo l'alluvione del Po del 14 novembre 1951, il paese vide via via ridursi gli abitanti a meno di 3000.
Il 20 maggio 1948, durante uno sciopero, venne ucciso dai carabinieri il bracciante comunista Evelino Tosarello mentre altri due manifestanti sono feriti gravemente.

### Simboli
Lo stemma e il gonfalone sono stati concessi con DPR del 10 luglio 2000.
Nello stemma è rappresentata la Torre Civica, meltata alla ghibellina, attualmente sede della biblioteca comunale.
Il gonfalone è un drappo di bianco con la bordatura di azzurro.

## Monumenti e luoghi d'interesse

### Architetture religiose
- Chiesa di San Giorgio: eretta nella località chiamata una volta Pieve, fu costruita nel XVII su disegno di Santini. È una delle chiese più ampie e armoniose della provincia e rientra nell'architettura barocca ferrarese del Settecento. Al suo interno sono conservate tre tele attribuite a Carlo Bononi e un dipinto del Bastarolo raffigurante Sant'Eligio vescovo in adorazione di Cristo crocifisso[6].
- Oratorio della Beata Vergine della Consolazione detto di Santa Chiara.
- Chiesa di San Maurelio nella frazione di Sariano,  con affreschi del 1300 attribuiti alla scuola del Giotto, e altri datati dal 1400 e 1500. Nell'abside, pala attribuita al Guercino con l'immagine di San Maurelio.
- Chiesa di San Girolamo Sacerdote e Dottore della Chiesa (fraz. di Pissatola). Fonte battesimale con opere a rilievo di Gino Bombonato (1959).[7]

### Architetture civili

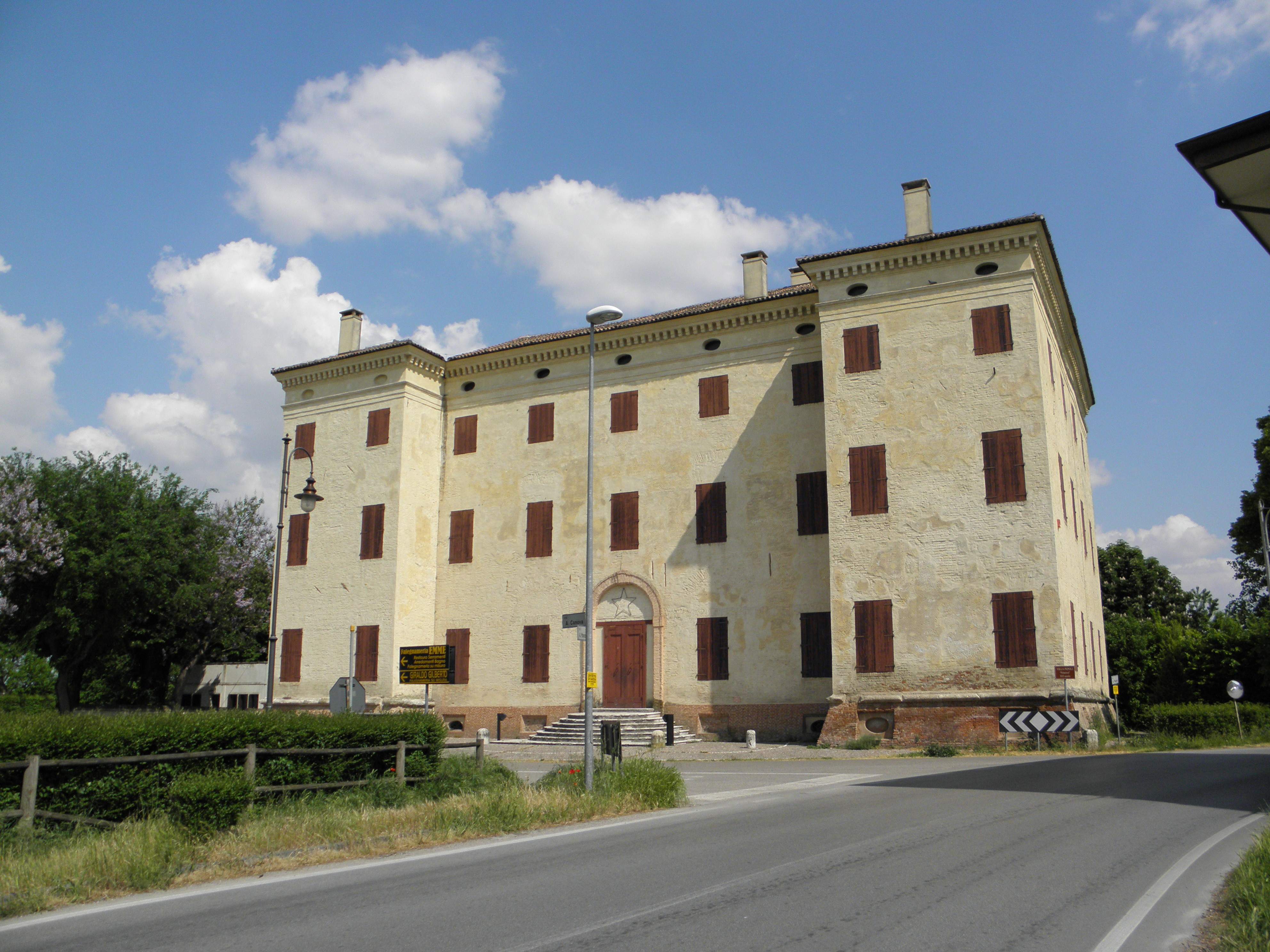
Palazzo Pepoli.

- Palazzo Pepoli, detto "el Palazzòn". Esistente già dal Medioevo come complesso difensivo a quattro torri, fu possedimento dei Contrari e poi ereditato dai Pepoli alla fine del XVI secolo. L'edificio si può definire il più interessante fra i palazzi nobiliari della zona e i moduli di architettura richiamano quelli tipici emiliani. L'interno presenta un grande salone centrale con soffitto a volte e un suggestivo ballatoio con ringhiera lignea. Oggi Villa Pepoli viene impiegata a livello locale e polesano per iniziative culturali.
- Villa Trebbi - Villa della Carboneria. Attualmente sede municipale, la sua costruzione risale alla seconda metà del Settecento, a cura della famiglia Trebbi. Fu acquistata dal comune nel 1875 e modificata e adattata alle nuove esigenze negli anni successivi. Villa Trebbi va ricordata per la storia della carboneria polesana.
- Torre Civica. Innalzata nel 1888, la torre serviva, con l'ex campana della chiesa di Bagnolo, a chiamare a raccolta i consiglieri del comune. Oggi rimane solo una piccola campana simbolica e l'edificio è adibito a sede di polizia locale, biblioteca comunale e sale per convegni e corsi.[8]
- Casa Pepoli, detta comunemente "Il Castello", nella frazione di Sariano.
- Corte Gaspera, sulla sponta settentrionale dell'omonimo gorgo.

### Altro
- Colonna della Libertà. Realizzata in epoca napoleonica, durante la Restaurazione fu privata della statua allegorica. Nel 1936 venne posta una nuova statua della Libertà, opera dello scultore sarianese Emilio Fantini.[9]
- Monumento a San Giorgio, eretto nel 1926 e arricchito sulla sommità dalla statua eseguita dallo scultore Carlo Lorenzetti già nel 1905.[10] nella piazza antistante l'omonima chiesa parrocchiale.
- Monumento ai Caduti, ripristinato nel 1956 con statua in bronzo realizzata da Giuseppe Minozzi.[11]
- Ostello della gioventù
- Monumento a Luigi Masetti

Pioniere del cicloturismo, a cavallo di fine'800, compì imprese memorabili con una delle prime  biciclette moderne recandosi ad esempio negli USA in bici dove fu ricevuto dal presidente degli Stati Uniti o nel nord Europa fino al circolo polare artico.

### Aree naturali

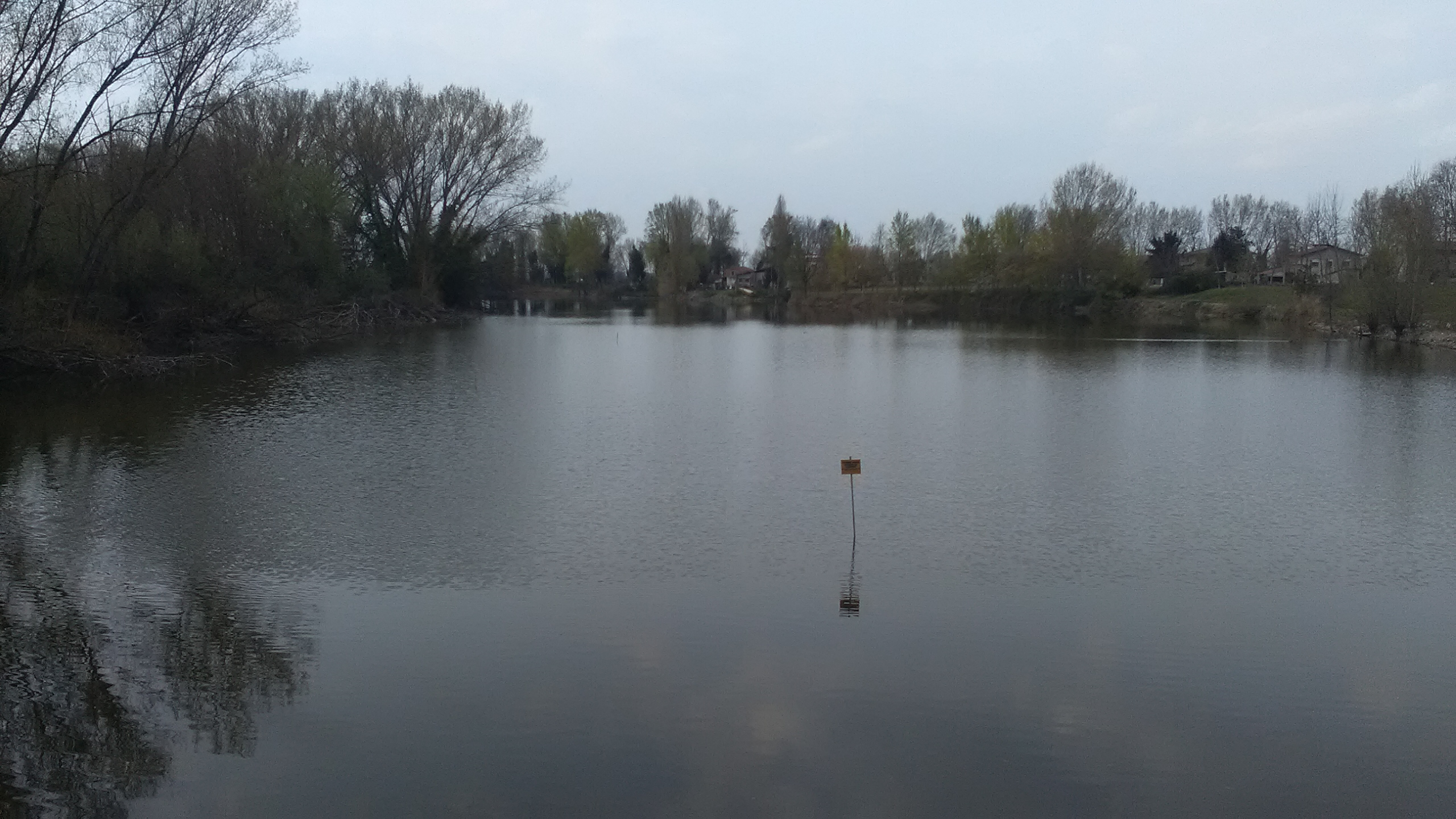
Gorgo della Sposa

I gorghi di Trecenta sono un complesso di zone umide testimonianza delle alluvioni antiche, situate in depressioni del terreno. Questi piccoli laghetti hanno dato vita a un ambiente particolarmente ricco di vegetazione e fauna lacustre.
Sono in tutto otto:
- Gorgo Bianco
- Gorgo Bottazza
- Gorgo Gàspera
- Gorgo Magon
- Gorgo Zùcolo
- Gorgo Màgherino
- Gorgo della Sposa (il più grande dei territori di Rovigo e Ferrara, diviso in due bacini)
- Gorgo Malopera, a Pissatola

Nel 1930 venne interrato il Gorgo dell'Osteria, vicino a Palazzo Pepoli.

## Società

### Evoluzione demografica
Abitanti censiti

## Economia
L'economia del comune è sempre stata essenzialmente agricola.
Attualmente è sede dell'importante ospedale "San Luca" derivante dalla chiusura di quattro precedenti piccoli ospedali dell'Alto Polesine (Badia Polesine, Lendinara, Castelmassa e Trecenta), unificati in questo più grande e moderno ospedale, costruito alla fine del XX secolo.

## Amministrazione
| Periodo | Periodo   | Primo cittadino    | Partito                                      | Carica  | Note |
| ------- | --------- | ------------------ | -------------------------------------------- | ------- | ---- |
| 1994    | 1998      | Massimo Ghisellini | Partito Popolare Italiano                    | Sindaco |      |
| 1998    | 2002      | Filippo Zebini     | Lista civica                                 | Sindaco |      |
| 2002    | 2007      | Gianpietro Pizzo   | Lista civica                                 | Sindaco |      |
| 2007    | 2012      | Antonio Laruccia   | Lista civica (centro-destra)                 | Sindaco |      |
| 2012    | 2013      | Antonio Laruccia   | Lista civica Casa comune (centro-destra)     | Sindaco |      |
| 2013    | 2018      | Antonio Laruccia   | Lista civica Casa comune (centro-destra)     | Sindaco |      |
| 2018    | 2023      | Antonio Laruccia   | Lista civica Casa comune (centro-destra)     | Sindaco |      |
| 2023    | in carica | Anna Gotti         | Lista civica Progetto comune (centro-destra) | Sindaco |      |